# محافظة بورسات
محافظة بورسات هي محافظة في كمبوديا، بلغ عدد سكانها 397٬107  نسمة، عاصمتها بورسات ‏، تبلغ مساحتها 12٬692٫0 كيلومتر مربع.

## الموقع
تشترك في الحدود مع:
- محافظة سيم رياب
- محافطة كامبونغ تشنانغ
- محافظة كامبونغ سبيو
- محافظة كامبونغ ثوم
- محافظة كوه كونغ
- محافظة باتامبانغ
- محافظة ترات.

## التقسيمات الإدارية
- Bakan district [الإنجليزية]‏
- Kandieng district [الإنجليزية]‏
- Krakor district [الإنجليزية]‏
- Phnum Kravanh district [الإنجليزية]‏
- Pursat Municipality [الإنجليزية]‏
- Veal Veng district [الإنجليزية]‏.